# Коронные земли

Остров Мэн располагается в Ирландском море между Великобританией и Ирландией, а бейливики Джерси и Гернси находятся в Ла-Манше к западу от полуострова Котантен (Нормандия)

Коро́нные зе́мли, или коро́нные владе́ния (англ. Crown Dependencies) — расположенные в Западной Европе островные владения британской короны, которые формально не входят в состав Соединённого Королевства Великобритании и Северной Ирландии, но не являются при этом и его заморскими территориями.
Коронные земли никогда не имели статуса колоний. В их число входят: бейливики Джерси и Гернси (Нормандские острова в проливе Ла-Манш у северного побережья Франции), а также остров Мэн в Ирландском море. Общая площадь — 766 км², население — 245 269 чел. (2011).
Каждая коронная территория имеет собственные номерные знаки (GBG — Гернси, GBA — Олдерни, GBJ — Джерси, GBM — Мэн), доменное имя (.gg — Гернси, .je — Джерси, .im — Мэн), а также код Alpha3 по ISO 3166-1 (GGY — Гернси, JEY — Джерси, IMN — Мэн), зарезервированные сначала для Всемирного почтового союза, а затем официально признанные Международной организацией по стандартизации 29 марта 2006 года.
Почта острова Мэн выпускает собственные почтовые марки, получая существенный доход от продажи специальных выпусков коллекционерам.
Гернси, Джерси и Мэн выпускают банкноты и чеканят монету, номинированные в фунтах стерлингов. Эти банкноты обращаются на территории обоих бейливиков наряду с банкнотами Банка Англии. Они не являются официальным платёжным средством в Великобритании, однако часто их всё равно принимают.
На территории коронных земель действуют законы, принятые Парламентом Великобритании (не применяются, если в законе не сказано явно об их применимости к коронным землям) и местными парламентами. Кабинет Великобритании не осуществляет власть над коронными землями, за исключением вопросов безопасности и внешней политики.
Гернси, Джерси и Мэн не имеют отдельного гражданства и внешнеполитического суверенитета.

## Политический статус
Ни одна из коронных земель не входит в состав Соединённого Королевства — каждая из них является самостоятельно управляемой территорией. Не входили коронные земли и в Европейский союз (во время членства Великобритании в нём). Все три коронные земли являются членами Британо-ирландского совета. С 2005 года во главе правительства каждой из коронных земель стоит главный министр. Британский монарх в каждом из владений представлен лейтенант-губернатором (сейчас это главным образом церемониальный пост).
Коронные земли вместе с островами Соединённого Королевства и островом Ирландия, часть которого (Северная Ирландия) входит в королевство, географически составляют архипелаг Британские острова. С точки зрения британского законодательства о гражданстве, их рассматривают как часть Соединённого Королевства. Однако они имеют право самостоятельно решать вопросы обеспечения жильём и трудоустройства (в этом отношении жители Великобритании рассматриваются здесь наравне с иностранными гражданами).
В коронных землях есть несколько политических партий, но большинство кандидатов баллотируются как независимые.
| № | Название        | Административное деление | Название парламента | Официальный язык        | Столица         | Регион          | Население, чел. (2017) | Площадь, км² |
| - | --------------- | ------------------------ | ------------------- | ----------------------- | --------------- | --------------- | ---------------------- | ------------ |
| 1 | Бейливик Гернси | Приходы                  | Штаты Гернси        | Английский, Французский | Сент-Питер-Порт | Пролив Ла-Манш  | 63 026                 | 78           |
| 2 | Бейливик Джерси | Приходы                  | Штаты Джерси        | Английский, Французский | Сент-Хелиер     | Пролив Ла-Манш  | 105 500                | 116          |
| 3 | Остров Мэн      | Районы                   | Тинвальд            | Английский, Мэнский     | Дуглас          | Ирландское море | 83 314                 | 572          |
|   | Всего           |                          |                     |                         |                 |                 | 251 840                | 766          |

### Гернси
Бейливик (территория под юрисдикцией бейлифа) Гернси (англ. The Bailiwick of Guernsey) включает острова Гернси, Сарк, Олдерни и Херм. Местный парламент называется Штаты Гернси (англ. States Guernsey или States of Deliberation).
Некоторые из островов наделены относительной автономией. Остров Сарк представляет собой остаток феодального владения, управляемого Правителем (англ. Seigneur of Sark), имеет парламент (Главные палаты; англ. Chief Pleas). На острове Олдерни также есть парламент (Штаты) и избираемый президент.

### Джерси
Бейливик Джерси состоит из острова Джерси и малых необитаемых островков вокруг него.
Местный парламент именуется Штатами Джерси (англ. States of Jersey). Согласно Закону о штатах 2005 года в Джерси появлялся пост главного министра, упразднялись полномочия бейлифа заявлять особое мнение по поводу постановлений штатов, а также право вето лейтенант-губернатора (представляющего королеву). Кроме того, новый закон предусматривал, что ни один акт британского парламента или королевский указ, касающийся Джерси, не будет применяться без обсуждения штатами.

### Остров Мэн
Парламент острова Мэн — Тинвальд (англ. Tynwald) — претендует на звание старейшего из ныне действующих — первый раз он был созван в 979 году (исландский Альтинг появился в 930 году, однако не созывался в 1799—1844 годах). Тинвальд состоит из всенародно избираемой Палаты коммонеров (англ. The House of Keys) и избираемого путём косвенного голосования Законодательного совета (англ. Legislative Council), которые могут заседать по отдельности или совместно. Издаваемые законы именуются актами Тинвальда. На острове формируется совет министров, возглавляемый главным министром.